# Phaedyma eleuthera
Phaedyma eleuthera är en fjärilsart som beskrevs av Grose-smith 1899. Phaedyma eleuthera ingår i släktet Phaedyma och familjen praktfjärilar. Inga underarter finns listade i Catalogue of Life.